# Тарсаидзе, Александр Георгиевич
Александр Георгиевич Тарсаидзе (22 июня 1901, Тифлис —  25 февраля 1978, Нью-Йорк) — грузинско-русско-американский писатель и историк.

## Биография
Родился в Тифлисе в дворянской семье. Кадет морского корпуса. В 1918 после закрытия корпуса уехал в Грузию. Работал у американского посланника в Закавказье Вильяма Гаскелла (William N. Haskell). После установления Советской власти в Грузии эмигрировал. В Константинополе работал в American Relief Administration. В 1923 году приехал в США.
Работал в косметических и ювелирных компаниях, в сфере связей с общественностью. В 1941—1944 годах работал на американскую военную разведку. Сотрудничал с С. П. Оболенским. Автор нескольких исторических книг.
Скончался в ночь с 24 на 25 февраля 1978 года.
Архив Тарсаидзе хранится в Гуверовском институте.

## Труды
- Морской корпус за четверть века, 1901—1925 гг. — Нью-Йорк, 1944. — Краткий исторический очерк с приложением списка всех окончивших корпус с 1901 года до конца его в 1918.
- Четыре мифа: дело о мобилизации 1914 года, дело Мясоедова, дело Сухомлинова, дело Протопопова («Стокгольмская история»). — Нью-Йорк, 1969.
  - Переиздания: Четыре мифа о Первой мировой. — Кучково поле, Гиперборея, 2007. — ISBN 9785901679777.— То же.— Москва: Кучково поле, 2014.— (История XX века: Судьбы, события, документы, версии).— ISBN 978-5-9950-0446-2
- Czars and Presidents the Story of a Forgotten Friendship. — New York: Mcdowell, 1958.
  - Перевод: Цари и президенты: История забытой дружбы / [Пер. с англ. В. Ф. Мисюченко].— Москва: Международные отношения, 2010.— ISBN 978-5-7133-1361-6
- Katia: Wife Before God. — Macmillan, 1970. — Книга о Екатерине Долгоруковой.